# Parlement du Queensland
58e législature du Queensland
Parliament House
Le Parlement du Queensland (en anglais : Parliament of Queensland) est le pouvoir législatif de l'État australien du Queensland. Selon la Constitution de l'État, le parlement est composé du roi et de l'Assemblée législative. C'est le seul parlement monocaméral d'État dans le pays, la chambre haute, le Conseil législatif, ayant été supprimée en 1922. L'Assemblée législative siège au Parlement dans la capitale de l'État, Brisbane.

## Histoire
Le Parlement est créé le 22 mai 1860, moins d'un an après la création de la colonie de Queensland en juin 1859.

## Fonctionnement
L'Assemblée comprend 89 députés (« Members of Parliament (MPs) »). Ils sont censés représenter environ la même population dans chaque circonscription (electorate). Le vote se fait par système préférentiel optionnel (VPO). Les élections ont lieu normalement tous les trois ans.
Le rôle du monarque au Parlement est de donner la sanction royale à la loi. En pratique, cette fonction est exercée par le gouverneur du Queensland, qui traditionnellement ne refusera jamais la sanction à un projet de loi qui a été voté par l'Assemblée législative.
Le parti ayant le plus de sièges à la Chambre est invité par le gouverneur à former le gouvernement.
Le chef de ce parti devient par la suite Premier ministre du Queensland, prenant la tête du Conseil des ministres. Pour le parti libéral national du Queensland, le premier ministre choisit les ministres parmi les membres de son parti. Pour le parti travailliste, les ministres sont élus par vote et le premier ministre leur attribue ensuite un portefeuille.

## Diffusion des débats
Depuis 2003, les réunions du Parlement sont diffusées en direct par Internet. En juin 2007, le Parlement a commencé à diffuser par vidéo les débats parlementaires. Il y a eu 4 700 connexions dans les trois premiers jours de diffusion.